# Fútbol en Bélgica

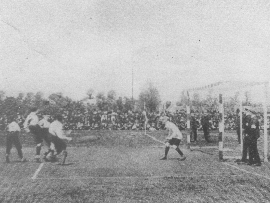
Partido de los Diablos Rojos ante los en 1905.

El fútbol es el deporte más popular en Bélgica. La Real Federación Belga de Fútbol (KBVB/URBSFA) es el máximo organismo del fútbol profesional en Bélgica y fue fundada en 1895, aunque se afilió a la FIFA en 1904 y a la UEFA en 1954. La KBVB/URBSFA organiza la Primera División de Bélgica —la primera y máxima competición de liga del país— y la Copa de Bélgica, y gestiona la selección nacional masculina y femenina.
El Royal Antwerp F.C. es el equipo más antiguo de Bélgica y el primero en matricularse en la KBVB/URBSFA. El RSC Anderlecht es el equipo belga más exitoso, con 34 campeonatos de liga, dos Recopas de Europa (1976 y 1978) —además de ser subcampeón en otras dos ocasiones—, una Copa de la UEFA (1983) —fue finalista un año después—, y dos Supercopas de Europa (1976 y 1978). El Club Brujas es el único equipo belga que ha disputado una final de la Copa de Europa, perdiendo ante el Liverpool F.C. en 1978. El Brujas también salió derrotado en la final de la Copa de la UEFA en 1976, y el Standard Lieja (1982) y el Royal Antwerp (1993) cayeron en la final de la Recopa de Europa. El KV Malinas ganó la Recopa de Europa en 1988 y la Supercopa de Europa en el mismo año.
Uno de los mayores éxitos del fútbol belga fue el subcampeonato de Europa de la selección nacional en 1980, la tercera plaza lograda en los mundiales de 1986 y 2018 y la medalla de oro en los Juegos Olímpicos de Amberes 1920.
Bélgica albergó la Eurocopa 1972, y junto con los Países Bajos la Eurocopa 2000. Allí se disputó además la final de la Liga de Campeones de la UEFA de 1958, 1966, 1974 y 1985.

## Competiciones oficiales de clubes
Desde la temporada 2016-17, la pirámide de ligas del fútbol belga tiene 9 niveles. La KBVB/URBSFA reformó el sistema de ligas tras la temporada 2015-16, reduciendo el número de equipos profesionales a 24 y creó una liga aficionada a nivel nacional por primera vez.
Ligas Nacionales:
- Primera División A de Bélgica (Pro League): es la primera división del fútbol belga. Fue fundada en 1895 y está compuesta por 16 clubes.
- Primera División B de Bélgica (Challenger Pro League): es la segunda división en el sistema de ligas de Bélgica. Está compuesta por 16 clubes, de los cuales uno asciende directamente a la Primera División.

- División Nacional 1 de Bélgica: es la tercera división en el sistema de ligas de Bélgica. Está compuesta por 18 equipos.

Ligas Regionales:
- División 2 de Bélgica: es la cuarta división en el sistema de ligas de Bélgica. Está compuesta por 48 equipos repartidos en tres grupos de 16 equipos, dos pertenecientes a la rama flamenca de la KBVB (VFV) y uno a la rama francófona (ACCF).
- División 3 de Bélgica: es la quinta división en el sistema de ligas de Bélgica. Está compuesta por 64 equipos repartidos en cuatro grupos de 16 equipos, dos flamencos VFV y dos francófonos ACCF.

Ligas Provinciales:
- División Provincial 1
- División Provincial 2
- División Provincial 3
- División Provincial 4 (excepto en las provincias de Luxemburgo y Brabante Valón, donde este nivel no existe).

Cada subdivisión provincial de la KBVB tiene su propia liga de 4 divisiones. Solo los equipos que se encuentran geográficamente en una determinada provincia pueden competir en la liga provincial correspondiente. Para incluir también a los equipos de la región capital de Bruselas (que no es una provincia en sí misma y tampoco pertenece a una provincia), los equipos de Bruselas, Brabante Flamenco y Brabante Valón se dividen en dos ligas similares según su idioma. Como resultado, hay dos ligas "provinciales" correspondientes a la antigua provincia de Brabante: una liga "provincial" de Brabante para clubes flamencos (incluidos todos los clubes flamencos de Bruselas, Brabante Flamenco y Brabante Valón) y una liga "provincial" de Brabante para clubes francófonos (incluidos todos los clubes francófonos de Bruselas, Brabante Flamenco y Brabante Valón). La mayoría de los clubes de la región de la capital de Bruselas son francófonos, lo que de facto resulta en dos ligas provinciales que corresponden aproximadamente al Brabante Flamenco por un lado; y Brabante Valón y Bruselas por otro lado.
- Copa de Bélgica (Croky Cup): es la copa nacional del fútbol belga, organizada por la Real Federación Belga de Fútbol y cuyo campeón tiene acceso a disputar la UEFA Europa League.
- Supercopa de Bélgica: competición que enfrenta al campeón de la Primera División y al campeón de Copa.

## Selecciones de fútbol de Bélgica

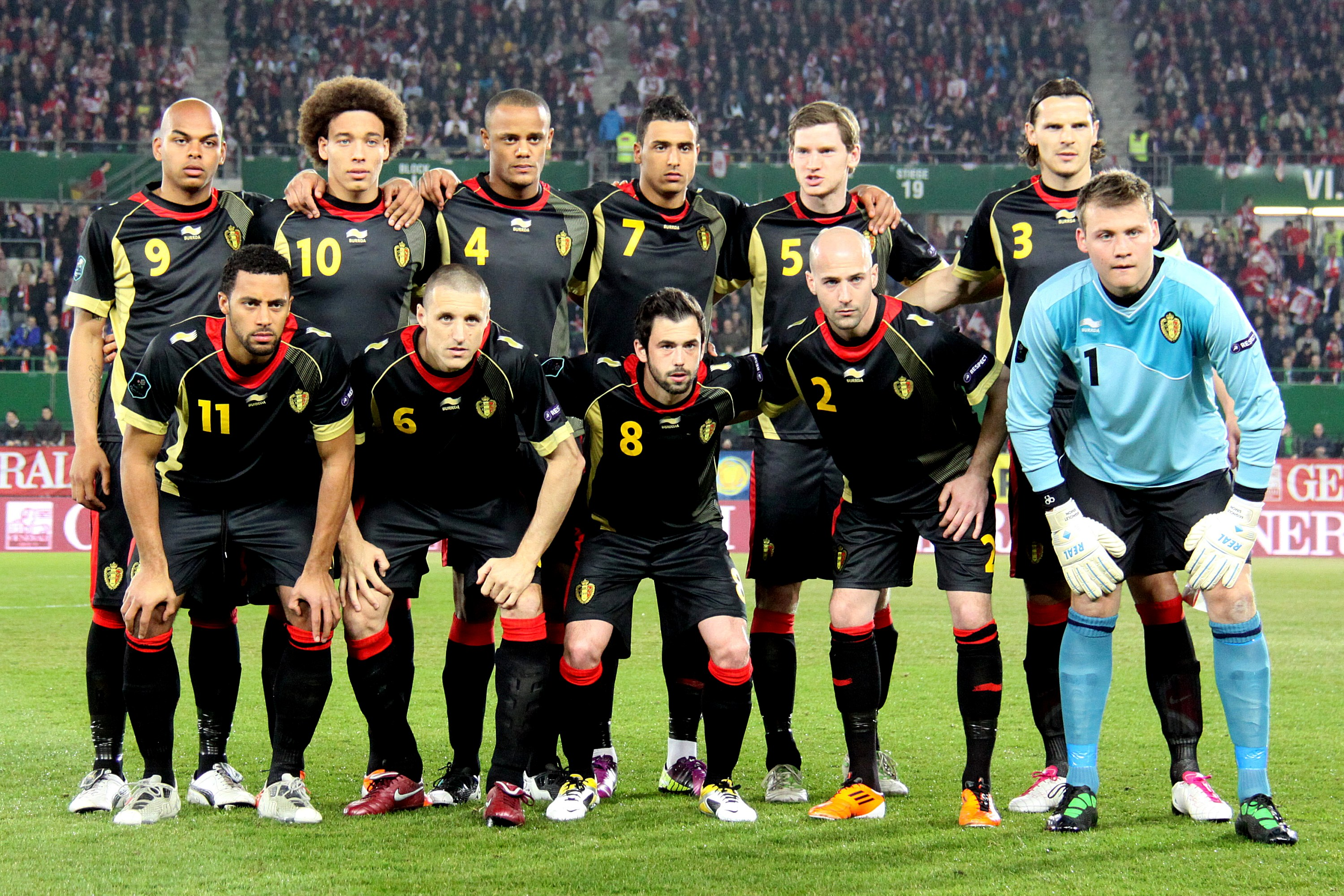
La selección belga en un partido ante en 2011.

### Selección absoluta de Bélgica
La selección de Bélgica, en sus distintas categorías está controlada por la Real Federación Belga de Fútbol.
El equipo belga disputó su primer partido oficial el 1 de mayo de 1904 en Bruselas ante Francia, partido que se resolvió con 3-3. Antes de este partido, una selección belga disputó varios partidos, aunque estaba compuesta de numerosos jugadores ingleses. El 28 de abril de 1901, Bélgica ganó a Luxemburgo por 8-0 con ayuda de los ingleses. Tras una victoria ante Holanda por 3-2 en Róterdam en 1906, el equipo belga fue apodado Los Diablos Rojos por el periodista Pierre Walckiers.
Bélgica ha logrado clasificarse para once Copas del Mundo de la FIFA y cuatro Eurocopas. El mayor logro del combinado belga fue el subcampeonato en la Eurocopa 1980, la tercera plaza lograda en el Mundial de 1986 y la medalla de oro en los Juegos Olímpicos de Amberes 1920. La década de 1980 fue la época dorada del fútbol belga, encadenando desde 1982 una racha de seis clasificaciones consecutivas al Mundial —en todos ellos superando la primera fase—, y contando con estrellas como Jean-Marie Pfaff, Enzo Scifo, Marc Degryse, Jan Ceulemans, Michel Preud'homme, Franky Van der Elst, Marc Wilmots o Luc Nilis, entre otros. Ceulemans, con 96 internacionalidades, es el jugador que más veces ha vestido la camiseta de los Diables Rouges.

### Selección femenina de Bélgica
La selección femenina debutó el 30 de mayo de 1976 ante la selección de Francia en un partido que ganaron las belgas por 1-2 en Reims, Francia. La selección femenina de Bélgica aún no ha participado en una fase final de la Copa del Mundo, mientras que en la Eurocopa Femenina participó por primera y única vez en la edición de 2017 quedando eliminado en primera fase.